# Andreï Loukine
Andreï Mikhaïlovitch Loukine est un joueur d'échecs et un entraîneur russe né le 28 août 1948 à Leningrad en Union soviétique, maître international depuis 1982. Entraîneur émérite de Russie il a été l'entraîneur de Peter Svidler.

## Biographie et carrière
Maître des sports de l'URSS en 1966, Loukine remporta le tournoi de sélection qui désignait le représentant de l'URSS au championnat du monde d'échecs junior de 1967 devant Anatoli Karpov. Cependant la compétition avait lieu en Israël et du fait du boycott de ce pays, l'URSS n'envoya pas son représentant disputer le tournoi.
Il participa à deux finales du championnat d'URSS d'échecs : en 1967 et 1991, le championnat était un open organisé suivant le système suisse. 
En 1975, il remporta la médaille d'or individuelle au cinquième échiquier et la médaille de bronze par équipe au championnat d'URSS par équipes avec l'équipe de Leningrad (qui comprenait Karpov, Kortchnoï et Fourman aux trois premiers échiquiers).
Vainqueur des tournois de Nałęczów en 1981 et de Iaroslavl en 1982, Loukine obtint le titre de maître international en 1982. Il fut champion de Leningrad (Saint-Pétersbourg) à cinq reprises : en 1972, 1978, 1981, 1983 et 1988.
Dans les années 1980, il commença une carrière d'entraîneur avec comme élèves Konstantin Sakaïev (champion de Russie en 1999) et Peter Svidler, huit fois champion de Russie qui estime que le rôle de Loukine fut très important comme entraîneur. Il entraîne également Kiril Alekseïenko et Anastassia Bodnarouk.